# Barranco de Orchilla
Barranco de Orchilla este o arie protejată (arie specială de conservare — SAC, sit de importanță comunitară — SCI) din Spania întinsă pe o suprafață de 18,4 ha, integral pe uscat.

## Localizare
Centrul sitului Barranco de Orchilla este situat la coordonatele 28°06′42″N 16°36′33″W / 28.11153°N 16.60914°V.

## Înființare
Situl Barranco de Orchilla a fost declarat sit de importanță comunitară în octombrie 1999 pentru a proteja un număr necunoscut de specii din flora spontană și fauna sălbatică aflate în arealul zonei. Situl a fost protejat și ca arie specială de conservare în 14 ianuarie 2010.

## Biodiversitate
Situată în ecoregiunea , aria protejată conține 3 habitate naturale: Tufărișuri termo-mediteraneene și de pre-deșert, Câmpuri de lavă și excavații naturale, Păduri endemice cu Juniperus spp..
La baza desemnării sitului se află un număr nedeclarat de specii protejate.